# Estadio El Morro
El Estadio «El Morro» Ramón Unzaga Asla es un recinto deportivo con capacidad para 7200 espectadores, ubicado en la comuna de Talcahuano, en el Gran Concepción, Chile. Aquí disputa sus partidos de local el club de fútbol Naval de Talcahuano, y desde el 2022 también alberga a Huachipato Femenino, de la Primera B Femenina de Chile. Su nombre «El Morro» proviene del cerro que se ubica en un costado. Es conocido por haber albergado el estreno oficial de la técnica futbolística «chilena» en 1914.

## Historia
Es el estadio más antiguo de Chile y se ubica en la calle Jordán Valdivieso #909. 
En sus orígenes, cercanos a 1900, se trataba de una cancha de fútbol en que los espectadores aprovechaban la pendiente del cerro para observar los partidos de fútbol. El estadio se construyó en fecha coincidente con la fundación de Naval de Talcahuano, en 1949.
En 1962 fue inaugurada la superficie de pasto para su cancha central, además de una malla perimetral, nuevas tribunas y graderías en el cerro, en el marco de la VII Copa Mundial de fútbol que se disputaría dicho año. En 1963 el brasileño Santos —vigente «club campeón del mundo»—, liderado por Pelé —ejecutor destacado de «chilenas»—, disputó un encuentro amistoso ante Naval de Talcahuano en el estadio, que tuvo más de 20 mil espectadores al llenar el cerro y finalizó 0-5.
El estadio no ha sufrido grandes reparaciones en su estructura, por lo que mantiene su arquitectura añosa y patrimonial como un recuerdo de lo que fueron los estadios de Chile en épocas pasadas. Cuenta con una segunda cancha, ubicada en un costado del estadio, que no ha recibido buenos cuidados. 

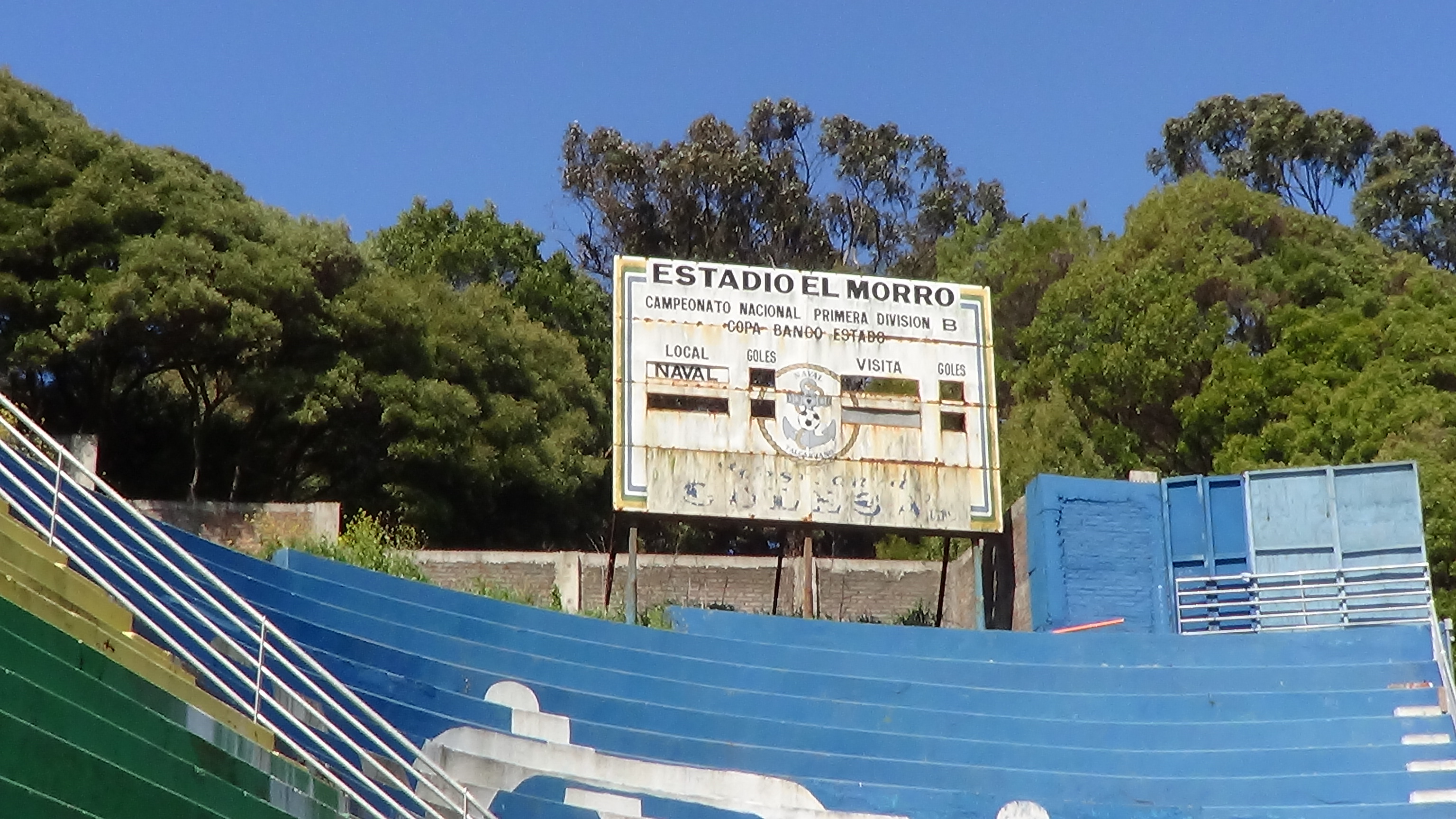
Marcador del estadio

Desde agosto de 1966 está pendiente el decreto que declara al estadio «El Morro» de Talcahuano como monumento nacional. Los porteños insisten en concluir los trámites para mantener en el tiempo la calidad de espacio deportivo. En 2007, con motivo del establecimiento de Naval como sociedad anónima deportiva, se anunciaron gestiones con la Armada de Chile y la municipalidad de Talcahuano para la reparación y remodelación del recinto.

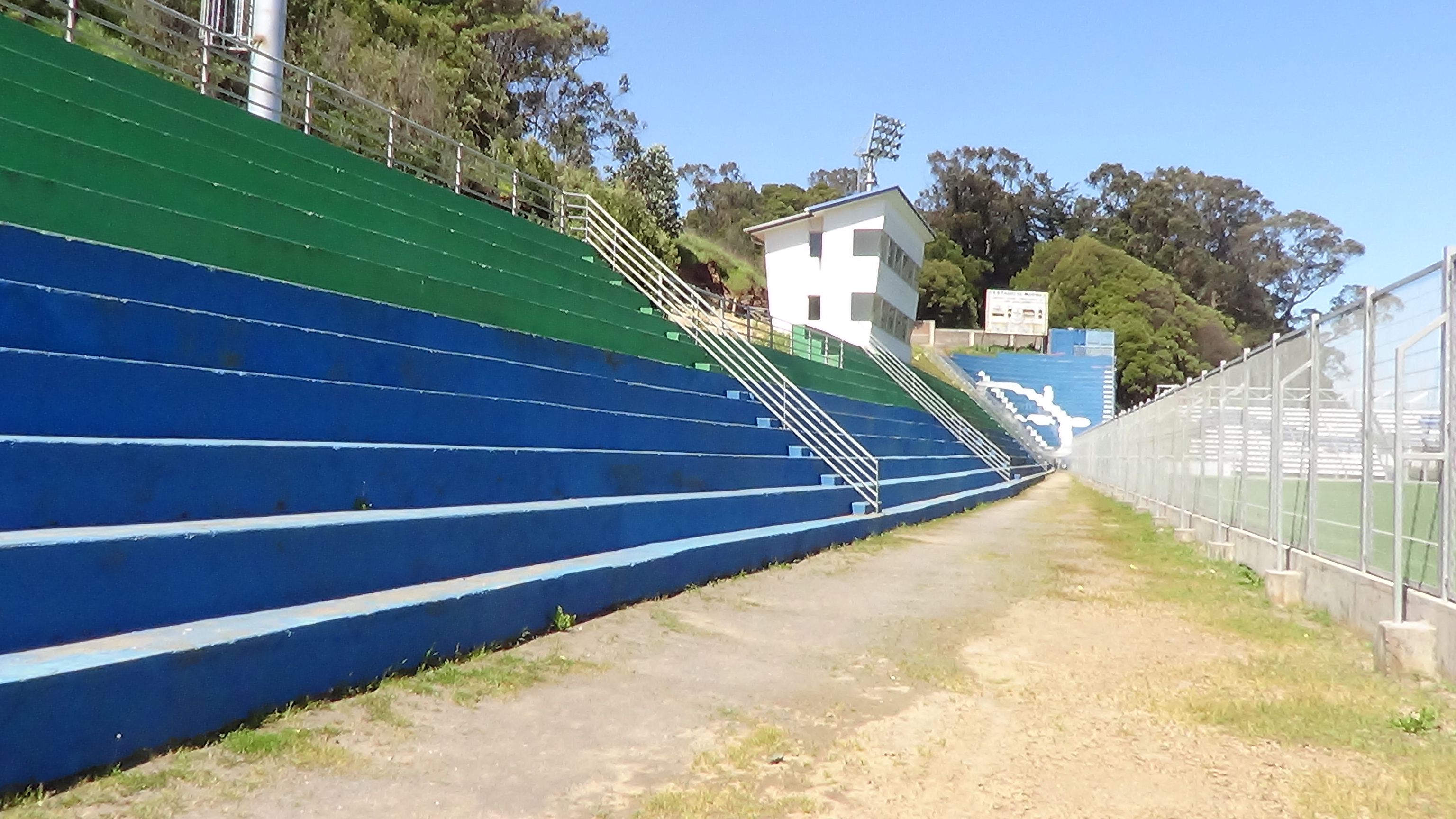
Gradas del estadio

El terremoto y el posterior tsunami del 27 de febrero de 2010 dejaron graves heridas en el histórico reducto de Talcahuano. La cancha de pasto, otrora una de las mejores del sur de Chile, quedó completamente quemada tras las marejadas de agua salada que impactaron al sector. También sufrió graves daños la infraestructura del estadio: el mar arrasó con la malla olímpica, cierres perimetrales e incluso con un arco de la cancha. Tras el desastre natural, el estadio «El Morro» entró en etapa de remodelación, lo que implicó la reposición de la reja perimetral, pasto sintético, galerías, baños, entre otros. Dos años después el estadio volvió a utilizarse para partidos de fútbol profesional. La reinauguración fue el 19 de agosto de 2012, con el partido de Naval con San Marcos de Arica por el campeonato de Primera B.

## Origen de la «chilena»
Una de las versiones de la creación de la «chilena», una jugada espectacular dentro de la práctica del fútbol, cuenta que nació en el Estadio «El Morro» en enero de 1914 y que fue obra del jugador de fútbol Ramón Unzaga, a quien el estadio le debe su nombre. El deportista vasco, nacionalizado chileno, jugaba en equipos de Talcahuano y repitió su jugada en los campeonatos sudamericanos de 1916 y 1920, lugar en que la jugada fue bautizada con su nombre actual.